# William R. Day
William Rufus Day (født 17. april 1849, død 9. juli 1923) var en amerikansk jurist og politiker, der var sit lands 36. udenrigsminister. Han besad posten under William McKinleys præsidentperiode, fra 28. april 1898 til 16. september samme år. Efterfølgende var han, fra 1903 til 1922, dommer ved den amerikanske højesteret.